# Fort de Kock

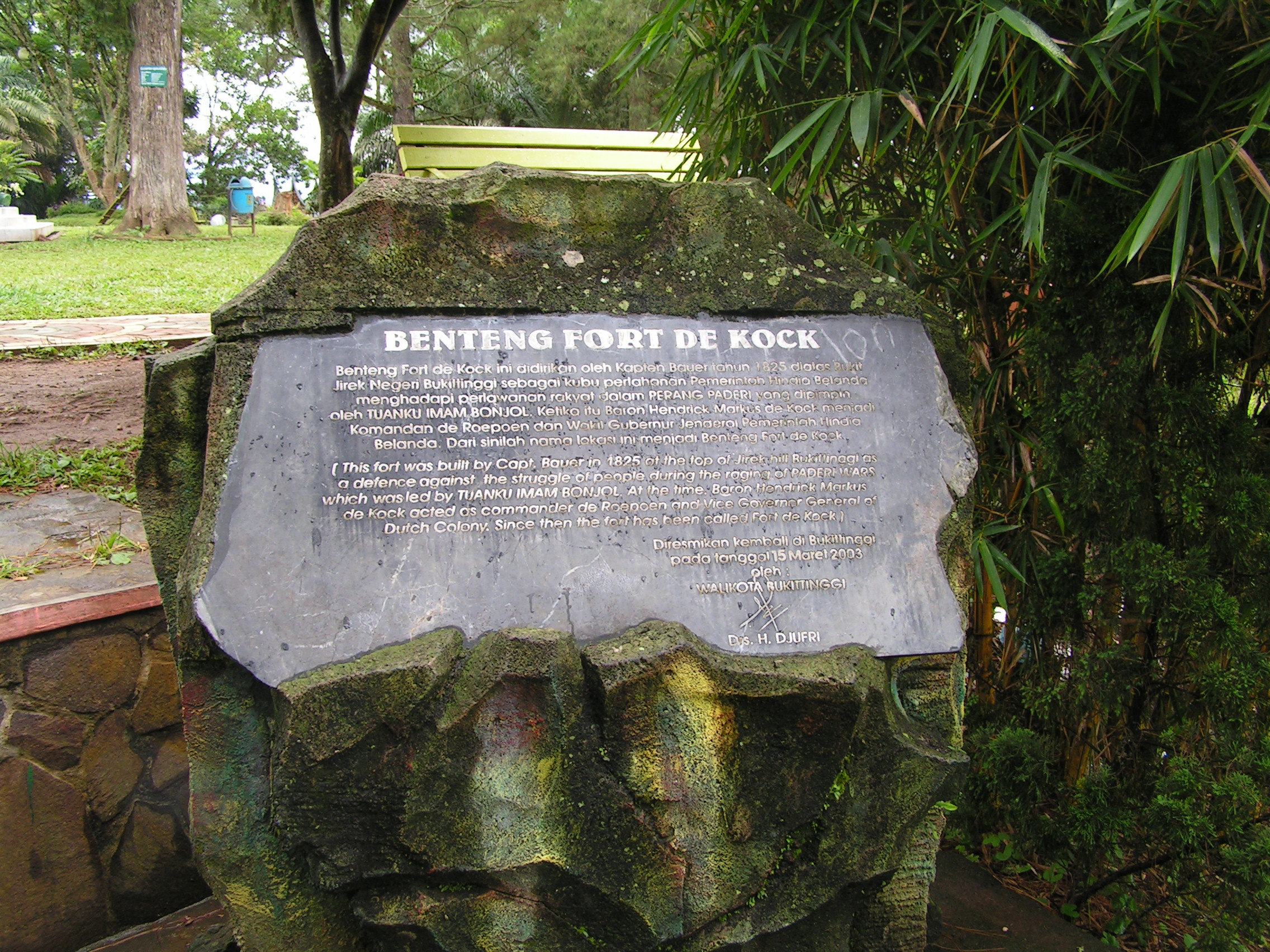
Gedenkplaat op de plaats van Fort de Kock

Fort de Kock is een voormalig Nederlands koloniaal fort gelegen in de Indonesische stad Bukittinggi op West-Sumatra. Fort de Kock is tevens de oude naam voor Bukittinggi.

## Het fort
Het fort werd in 1825 ten tijde van de Paderi-oorlogen door kapitein Bauer gebouwd op de heuvel Jirek en kreeg aanvankelijk de naam Sterrenschans. Later werd de naam veranderd in Fort de Kock, naar legeraanvoerder Hendrik Merkus de Kock.
Rondom het fort ontstond in de loop der jaren de gelijknamige plaats Fort de Kock, het huidige Bukittinggi.
Van het fort zelf is heden ten dage niets meer over; alleen een gedenkplaat, een paar kanonnen en de in het landschap nog te herkennen aarden wallen herinneren nog aan het fort.

### Bekende inwoners
- Charles Adriaan van Ophuijsen (1854-1917), hoogleraar Maleise taal- en letterkunde.

#### Geboren
- Mohammed Hatta (1902-1980), ecomoom, vicepresident, minister en Nationale held van Indonesië.